# Ференц Мольнар (футболіст)
Ференц Мольнар (угор. Molnár Ferenc) — угорський футболіст, що грав на позиції півзахисника. Виступав, зокрема, за клуб «Бочкаї».

## Кар'єра гравця
У 1927—1931 роках виступав у складі команди «Бочкаї» (Дебрецен). У 1930 році завоював з клубом кубка Угорщини. У 1/2 фіналу «Бочкаї» несподівано переміг «Ференцварош» з рахунком 2:0, а у фіналі здолав команду «Баштя» (Сегед) — 5:1. 
У національній першості двічі займав з командою четверте місце у 1929 і 1931 роках. Був учасником двох матчів Кубка Мітропи. У 1931 році клуб із Дебрецена поступився австрійській «Вієнні» (0:3, 0:4).

## Титули і досягнення
- Володар кубка Угорщини: (1)

«Бочкаї»: 1930